# 軍靴のバルツァー
『軍靴のバルツァー』（ぐんかのバルツァー）は、中島三千恒による日本の漫画作品。『月刊コミックバンチ』（新潮社）にて、2011年3月号 - 2021年10月号に連載。その後、『別冊少年マガジン』（講談社）に移籍して、2022年9月号から連載中。
また同誌増刊『GoGoバンチ』vol.1（創刊号）よりスピンオフ『軍靴のバルツァー外伝 リープクネヒト放浪編』（ぐんかのバルツァーがいでん リープクネヒトほうろうへん）の連載が開始。
『軍靴のバルツァー外伝 銀灰のユーリ』（ぐんかのバルツァーがいでん ぎんはいのユーリ）が、同社のWEBコミックサイト『くらげバンチ』にて、2021年4月20日から2022年5月10日まで連載。作画担当は京一。

## 概要
19世紀後半、「銃口から政権が、砲口から国家が生まれる時代」である帝国主義全盛期のヨーロッパに存在する、プロイセン王国（ドイツ帝国）を参考にした架空の軍事国家「ヴァイセン王国」と、その同盟国であり軍事後進国の「バーゼルラント邦国」を舞台とした物語。
戦車や飛行機の近代兵器はなく、騎兵、大砲、マスケット銃、気球、蒸気機関車…などといった19世紀後半の文明レベルにおける戦場が、リアルに描かれている。
漫画作品においては省略されがちな当時の訓練風景や兵器の操作方法などを丁寧に描いており、武器のみならず食品や服装などを並外れて細密に描写している点が特徴。また、モデルとなったドイツ地方の文化（アイントプフ等）が単行本で解説されている。
本作は、ミリタリーものとしても時代ものとしても読み応えがある漫画とされ、平時につばぜり合いを行う国家間の複雑な関係も描き、やがて国家総力戦へと向かっていく19世紀ごろの世界観を作り上げている。そのため、クラウゼヴィッツが『戦争論』で書き記した「戦争とは他の手段をもってする政治の継続である」という概念を「マンガで読んだ気になるほど」との評価もある。
2024年6月時点で累計部数は120万部を突破している。

## あらすじ
1巻 (王立士官学校就任 - 囚人による模擬戦)
第一次ノルデントラーデ戦役における戦功で通常より3年も早く佐官に昇進するなど、順風満帆な出世コースに乗っていたベルント・バルツァーは、ある日、上官から突如として祖国ヴァイセン王国の同盟国、バーゼルラント邦国の王立士官学校に軍事顧問として出向するよう命じられる。
バルツァーは渋々ながら命令を引き受けたが、軍事大国ヴァイセンから見れば「軍事後進国」であるバーゼルラントは、バルツァーの想像以上にお粗末な装備で、時代遅れな訓練を行なっていた。バルツァーは勝手の違う異国で、四苦八苦しながらも士官学校の生徒たちを鍛え上げていく。
しかし、訓練の指導方法における意見の相違から、王室の第二王子でもあるアウグスト王子の命令により、囚人を使った模擬戦を指揮して、たった5人で50人を撃破することを命じられる。バルツァーは、自身の提唱する「戦術」と最新の「装備」を駆使し、古典的な戦術をとる敵軍を迎撃して反乱にまで追い込み、圧倒的な勝利を収めたことでアウグスト王子から一目置かれるようになる。
2巻 - 3巻 (暴動鎮圧)
労働運動の暴発から暴動が発生し、アウグスト王子が鎮圧を命じたことから、士官学校生徒達は始めての実戦を経験する。暴動の背後にいたのは、バルツァーのかつての友人で、クーデター未遂事件を引き起こして逃亡していたルドルフ・フォン・リープクネヒトと、彼を庇護しているヴァイセンの対立国・エルツライヒ帝国だった。リープクネヒトはアウグスト王子の兄テオドール王子の友人として信頼を得ており、テオドール王子はヴァイセンではなく帝国と同盟を結ぶべきと公言、両王子の確執は宮廷闘争となる。
一連の出来事から、アウグストは時に非情な手段を取りながらも適格な判断を下すバルツァーの能力を評価し、また士官学校の生徒達は、常に明確な目標を示し理論の元に指導するバルツァーへの信頼の念を抱くようになる
4巻 - 5巻 (ホルベック海軍との撤退戦)
宮廷闘争を有利に進めるバルツァーに対し、リープクネヒトは周辺国を巻き込みヴァイセンとホルベック王国との間に第二次ノルデントラーデ戦争を引き起こし、ヴァイセンを国際的に孤立させようと画策する。一方のヴァイセンにおいても、バーゼルラントの併合を画策する陸軍参謀総長ホルスト・フォン・シュタウフェンベルクがアウグストを利用しようとするなど、バーゼルラントを巡る情勢は大きく動き始める。
ホルベックとの開戦により、軍事協定に基づきアウグスト王子率いる近衛擲弾兵200名も援軍としヴァイセンへの援軍として参加する。その中には士官学校の生徒6名と副官のバルツァーも含まれていた。主戦線である東岸から遠く離れた、西岸の物資集積地への名目上の出兵のはずだったが、ホルベック海軍は、ヴァイセンの補給路となる西岸の港を強襲、支配下に置いたことから、バーセルラント義勇軍は、一転して優勢なホルベック騎兵に追われる立場となってしまう。命を賭したバーセルラント兵部隊の足止めにより、一旦は虎口を逃れた義勇兵軍だが、捕捉されるのは確実な状況となり、アウグストはヴァイセンの軍事力への不信とホルベックへの投降を口にする。万事休するかと思われた時、思わぬ物資を手に入れたことにより、バルツァーはかつて自らが著述した騎兵不要論を実践しようと試みる。
6巻 (講和会議)
陸戦で優位に立つヴァイセンはホルベック要塞を攻略寸前に追い込むが、寸前で両国は休戦しエルツライヒ帝国の斡旋により講和会議が開かれることとなった。宮廷闘争で優位に立ったアウグストは、テオドールに代わってバーゼルラント代表として講和会議に出席する。ヴァイセンは実権を何も持たない特使を送り込み、会議の停滞を図るが、これは会議をうやむやのうちに閉会させ、戦争を再開せんとする工作だった。空転する講和会議で、強行に自国の権利を主張するバーゼルラントは次第に浮いた存在となってしまう。
だが、戦争再開を憂慮したヴァイセン国王自らが講和会議に出席すると表明したことで、自体は一変した。厳戒態勢が敷かれるなか、領事館員の不審死をきっかけに、バルツァーは水面下で静かに陰謀が進行していたことに気づく。
7巻 - 10巻 (クーデター勃発による篭城戦)
領事館の爆発事件により、講和会議は延期となった。バルツァーはリープクネヒトの紹介でエルツライヒ帝国の女帝ルドヴィカに謁見、彼女から三国の安定化のためにテオドール王子とヴァイセン王家、アウグスト王子とエルツライヒ王家の婚姻を提案される。婚姻にはヴァイセン政府も興味を示したが、アウグストは婚姻など王族による茶番であると切り捨てた。自分とアウグストの個人的な友誼を国家に利用されることを嫌ったバルツァーは、自分を解任するようにアウグストに提案し、バルツァーは士官学校を去った。
国政掌握を急ぐアウグスト王子は、王が身体が麻痺しているものの意識はあると気づき、士官学校に保護する。テオドールは警察、軍による王の保護を訴えるが、彼もまた普段の特異な言動から政府に疎まれており、拒否されてしまう。窮したテオドールに対しリープクネヒトは、彼のために戦うエルツライヒ軍がバーゼルラント兵に偽装して待機していること、既に南部諸侯を味方に付けたことを告げ、「戦ってこそ真の王位は手に入る」と囁く。決意したテオドールは首都を制圧すると、アウグストと国王の身柄を確保するために士官学校に攻撃を開始した。
クーデター発生の報を受け、ヴァイセンでは参謀総長がクーデター鎮圧を名目にバーゼルラント進駐を進めようとしていた。一方、ヴァイセン国王に直接呼び出されたバルツァーは、話合いにより事態を解決すべく、アウグストを脱出させるよう王個人から依頼をされる。情報を分析したバルツァーは、士官学校に保護されている国王の身柄を確保するという大義名分のもと、士官学校へ帰還する。バルツァーの指揮により一時は攻勢を撃退するものの、地下道からの攻撃でついに城門が突破され。バルツァーはアウグストとバーゼルラント国王を気球で脱出させた。
気球の脱出により、戦局は気球（王の身柄）確保へと移った。ヘルムートは同じく気球を確保しようとするユルゲンと対決し、彼女に対する真摯な想いを聞かされるが、ヘルムートはそれが幸福な未来であろうと夢見つつも、自らの信念により拒絶し気球を確保する。北部貴族を掌握したアウグストの攻勢により南部貴族は全面後退しクーデターは終結するかと思われたが、この機会を利用して軍を進駐させ、支配を既成事実化したいヴァイセン軍は、既に王や議会を無視して部隊を送り込んでいた。ヴァイセン軍が戦闘を開始する48時間以内に、南部貴族の軍事力を完全に解体すべくバルツァーは追撃を開始する。
11巻 - 13巻(バーゼルラントの民主化とヴァイセンでの政争)
クーデターは失敗に終わり、南部貴族の特権は大幅に削減された。守旧派が力を失ったことでバーゼルラントは近代化の途につくと思われたが、アウグストはこの機に乗じ、一気に王政の廃止を宣言し同時に王子兄弟にまつわる出生の疑惑までも暴露してしまう。準備期間無しでの突然の民主化移行にバーゼルラントは大混乱に陥ったが、アウグストは唯一政権担当能力があることをアピールして大統領に当選し、偽王子の疑惑を抱えた上で王政廃止後の権力の座に合法的に就くことに成功した。
一方、軍の意向を無視する形となったバルツァーは本国に召喚され、査問会議に出席させられる。功罪評価が二分した結果、昇進の上左遷という人事となったが、中央への残留を望んだバルツァーは王室付の武官という実権の無い名誉職になることでかろうじて足掛かりを残した。
そのヴァイセンでは、国王に協力した軍人の不審死が相次いでいた。リープクネヒトと参謀本部直属のユーリ、ティモの関与が確認されたことで、国王はついにシュタウフェンベルク参謀総長の更迭を決意する。参謀総長による抵抗を予想したバルツァーらは、列車を臨時の政庁とするが、リープクネヒトはバルツァーに恨みを持つニールセンに実用化されたばかりの自動車を与え、走行中の列車を追跡襲撃させる。ニールセンは倒したものの列車は横転し、国王は死去してしまう。
国王崩御により参謀総長は一気に軍政を実現すべく戒厳令を発し情報を統制、追われることとなったバルツァーは、王位継承権を持つフェルディナント皇太子を保護する。軍に狙われた皇太子の頼った逃亡先はバルツァーの祖母であった。彼女は王家の乳母として長く仕えており、ヴァイセンの表にも裏にもコネを持つ女傑だった。彼女の指示により亡命政権を樹立するため、一行は国境を越えバーゼルラントへ脱出する。
フェルディナントは放蕩で知られていたが、交友関係が広く一定の人望も得ていた。彼の呼びかけにより、参謀総長をトップとするヴァイセンの体制に不満を持つ有力者が集まり、ヴァイセン臨時政府が発足（一部の閣僚人事をカード賭博で決めていた）、バルツァーは陸軍大臣となった。新国王即位の発表を行った臨時政府に対し、ヴァイセンはバーゼルラントへの侵攻を開始、臨時政府の支援要請に応えたエルツライヒは、3週間後に支援の出兵を約束する。援軍が到着するまでの3週間を稼ぐため、バルツァーの許に派遣されたエルツライヒ義勇軍の指揮官は、リープクネヒトだった。
14巻 - 16巻(新時代の戦争)
バルツァーは、敵の進軍経路にあたる北方地域を早期に放棄し徹底した焦土戦術を取る一方、大軍を阻める隘路地帯に塹壕を多重に巡らせた防御陣地の設営を進め、リープクネヒトは長駆ヴァイセンにまで進出して敵の遅滞行動を始める。どうにか稼いだ時間で戦力の集中を成し遂げ、外交交渉によりエルツライヒの援軍に加えてヴァイセンと敵対しているモレイユ共和国、ラトフ帝国との同盟にこぎつけたことで、大国ヴァイセンとの戦争に光明が見いだせたかと思えた。
しかし、ヴァイセン軍にはバルツァーと同等の戦術眼を持ちバルツァーを「先輩」と呼んで崇拝するディートバルトが従軍しており、また癖は強いが特異なな能力を持つ独立専行師団クアドラッドが参戦した事で、戦争の様相は一変する。塹壕と鉄条網の陣地、10万人を超える大量の兵員の動員と輸送、空中からの攻撃、移動装甲車両による陣地の突破、新型火砲の投入、浸透戦術。次々と投入される新技術と新戦法は、バルツァーですら瞬時の対応を誤らせるほどであり、旧来の視野しか持たない指揮官の心を容易く折る程の激変をもたらした（普仏戦争の時代に第一次世界大戦を戦うような長足の進歩である）。
10万に及ぶ大兵力を集中しての短期間での陣地突破に失敗したヴァイセンは、モレイユ、ラトフの牽制に対処するために軍を再編せざるを得ず、戦争は塹壕を挟んで互いの兵を削りあう持久戦に変わった。
かくてこの膠着状態は開戦後2年も続く事になる。
17巻 -
ヴァイセンはモレイユ、ラトフに対抗するためにバーゼルラント戦線から戦力を引き抜かざるを得ず、2年の間に両軍は互いに要塞を構築して戦争は膠着状態に入っていた。
そんな中で士官学校の卒業式が行われ、クーデターからヴァイセンとの戦争へと激戦を生き延びた生徒たちは、正式に少尉として（一部は戦時の昇進で中尉、大尉になっている）任官された。
一方、数年に渡る対陣で厭戦気分の蔓延するヴァイセンだが、シュタウフェンベルクは国内の引き締めを図る一方、年内の戦線突破をディートバルトに命じる。そのヴァイセンで、かつてリープクネヒトが撒いた騒乱の種が芽を出そうとしていた。

## 登場人物
声の出演はドラマCD版。

### 主要人物
ベルント・バルツァー
声 - 谷山紀章
ヴァイセン王国の陸軍特務少佐。第一次ノルデントラーデ戦役では参謀本部の連隊副官として従軍。その功績によって通常よりも早く佐官に昇進した。このまま出世街道を邁進するものと思われたが、唐突に同盟国バーゼルラント邦国王立士官学校へ軍事顧問としての出向を命じられる。ヴァイセンでは諸兵科連合部隊の運用に携わっており、兵科を問わずに指導を行う。日々の訓練や第二次ノルデントラーデ戦役で義勇軍として参加したアウグストと士官学校生徒たちに影響を与えた。彼らは後々、様々な危機的状況で「顧問だったらどうするか？」と思考し窮地を脱するようになった。
アウグストに気に入られたことがきっかけでバーゼルラント王室の宮廷闘争に巻き込まれてしまい、ヴァイセン本国からの要求に基きアウグストに協力する。
歩兵、騎兵、砲兵その他の幅広い軍事の知識と自身の戦闘能力にも優れ、軍事雑誌に論文も寄稿している。上官をして「軍国の軍人訓育の成功例」と言わしめる、非常時に人格を切り離して理に従うことの出来る軍人である。ただし、最低限の役割は徹底させるものの規律をそれほど重んじる性格ではなく、士官学校時代は懲罰房の常連でもあった。
ヴァイセンとの開戦後、亡命政権の陸軍大臣となって防御プランを立案、陣地の構築を始めるが、立場上どうしても後手に回る事態が増えた事で大臣を辞任し前線指揮に復帰する。
ライナー・アウグスト・ビンケルフェルト
声 - 羽多野渉
バーゼルラント王立士官学校の訓練長でバーゼルラント王室の第二王子、王政廃止後の国民投票で初代大統領に当選する。国民からは王政時代の名残で、大統領就任後も「殿下」と呼ばれている。士官学校訓練長時代は「歩兵は歯車であるべき」という旧弊な考えや、バルツァーが思わず注意するほどの暴力的な指導を行う。バルツァーの注意に怒り、国の正式な使節であるバルツァーを牢獄送りにするなど短気な性格。また、バルツァーの主張する戦法を実際に囚人同士で殺し合わせるという方法で試すなど、傲岸かつ時代錯誤な人物。一方で、バルツァー赴任後は自らの軍事知識の遅れと軍の陳腐化は認めており、王室の財産を切り売りしてまで母国の軍事力を底上げしようとしているが、それが故に軍国化を嫌う国民からの支持は低く「軍国の犬」と陰口を叩かれている。王立士官学校も彼の肝煎りで作られたようである。
正体はビンケルフェルト王家の人間ではなく、生後3カ月の時にエルツライヒで民衆に誘拐され行方不明になった本物のアウグストの身代わりとして用意された孤児。10歳前後のころ、両親に日々怯えて暮らしている兄フランツ王子の姿を見て、敬愛する兄の役に立つようにとの“子供心”で両親を暗殺対象にしたクーデター計画を作成したが、兄の嘆願によって胸のうちに仕舞い、それを2人だけの秘密の場所に隠して、それ以降、軍事・経済より身を置くようにすごしていた。エルツライヒの傀儡となったフランツと対立し（敬愛の情も、子供時代の秘密すら政争の具とする考えに失せてしまっている）、兄を失脚させるためバルツァーと協力関係を築き兄に対抗する。

### 士官学校の生徒
ディーター・シュトルンツ
声 - 山下大輝
士官学校の生徒。砲兵科の二年兵。バーゼルラントでは、過去に市民デモに向かって軍が大砲の散弾を打ち込んだ事件があり、その余波で士官学校でも砲兵の訓練が自粛されていた。このため、実際に砲を撃つなどの訓練が出来ず、不満を溜め込んでおり、そのことを初対面の教官であるバルツァーの前でも隠そうとしないなど子供っぽい性格をしている。しかし、バルツァーの機転で大砲の訓練ができるようになり、それからバルツァーを慕うようになる。砲兵科では工学や数学や語学の首席。
実家は「シュトルンツ鉄鋼」という兵器工場を経営しており、幼いころから機械に触れていたため銃の構造に詳しい。シュトルンツ鉄鋼の暴動事件後は子会社の「バーゼル鉄道」の社長に就任する。
ヴァイセンとの対峙が続く2年後には大尉に戦時昇進している。
パウル・ブライトナー
声 - 村上聡
士官学校の生徒。砲兵科の二年兵で、ディーターの友人。実家はパン屋。
無邪気なディーターより常識的な行動を取る。落ち込んでいるディーターを励ますためにわざと明るく振る舞うなど友人想いな性格をしている。
成績はディーターに次いで2番目。バルツァーからは首席のディーターよりも軍人としての素質を評価され、重要かつ危険な任務を任されることが多い。
開戦2年後には大尉に戦時昇進している。
ヘルムート・マルクス・フォン・バッベル
声 - 高垣彩陽
士官学校の生徒。騎兵科の三年兵。名門ユンカーのヴェルフ侯爵家出身の少女だが、王室から領地を接収されることを防ぐため「男子」として飛び地の領地を相続し、将来的に領内の騎兵隊を指揮しなければならないという「境遇に配慮」したバウマン校長による「特例」として士官学校に入学する。
強い正義感を持ち、女ながら家督を継いで領地の連隊を率いねばという決意から人一倍努力しており、学年で首席をとっている優秀な生徒であるが、騎兵科が市民の人気取りをしている現状への不満と、舐められないようにとの気負いから肩肘の張った真面目すぎ、かつ好戦的な言動が目立ち、貴族出身者が多く士気の低い他の騎兵科学生たちからは煙たがられている。
騎兵科学生からは綺麗な容貌を揶揄して「お嬢様（フロイライン）」と陰口を叩かれている。また、女性として振る舞う際には「ヘルミーネ」と名乗っているが、第8巻のユルゲンの回想話によると表向きには「ヘルミーネはヘルムートの姉」ということになっている。
義勇軍の一員として騎兵の殲滅戦を目にしているが、ユルゲンとは逆に、兵器の進歩により女である自分でも前戦で活躍する時代が来ると考え、軍制改革を進めようとする。このためクーデターの際は士官学校側に付き、南部貴族の主導的地位にいる父親と対立する。
ヴァイセンとの開戦後は、時に戦術行使に躊躇するバルツァーに代わり住民の強制疎開等の非情な戦法ですら実行する。その際には、バルツァーの戦術・戦略に心酔する忠実な部下としてだけでなく恋慕の情を垣間見せている。一方で、激しさを増す戦闘で既に軽騎兵の活用できる余地はほとんど無くなり意気消沈するが、自動車を運転する機会を得た事で、馬に変わる機動力を持つ新たな兵科の設立に邁進するようになる。
士官学校の出世頭で、2年後の時点で大佐に昇進している。
ユルゲン・ゲオルク・フォン・ブライトナー
士官学校の生徒。伯爵家出身の騎兵科の三年兵で、ヘルムートの幼馴染。生徒の中では唯一彼女の正体を最初から知っており、女だとばれないように色々協力してたが、第6巻でヘルムートだけ別行動にされたのに憤慨した際、誤って口を滑らせてしまう。
ヘルムート同様に真面目で正義感が強いが、軍人然とした外見と気負いのない実直な性格から騎兵科学生の人望は篤く、バルツァーもそれを認めている描写がある。
義勇軍の一員として参加した戦闘で、騎兵が一方的に殺戮される様を目にし、際限なく無慈悲になる戦争と騎兵の未来への不安を抱えるようになる。  クーデターの際は父親の要請により他の南部貴族の子弟である騎兵科の生徒と共にフランツ側につくが、クーデターには同調しておらず市街からの砲撃を中止させたり、学校に帰還するバルツァーに協力するなど非情に徹しきれなかった。  決戦兵力である騎兵が、勇気と誇りで戦う前時代の戦いに憧れを持ちながらも、近代戦に通用する騎兵の戦い方を模索しており、追撃に移ったアウグスト軍に対しては、騎兵の特性を活かした襲撃を繰り返し、バルツァーも相手がユルゲンとは知らないままその手腕を称賛している。
トマス・リンケ
声 - 橘潤二
士官学校の生徒。歩兵科の一年兵。気弱な性格で動作が鈍く、教練では良く鞭打たれている。
2年後の時点では中尉に昇進。かなり長身に成長しており、同期に羨ましがられている。
マルセル・ヤンセン
声 - 山谷祥生
士官学校の生徒。歩兵科の一年兵。トマスの友人。トマスが叱られている時に、わざと銃を発砲して叱責の対象を自分に向けるなど、反抗的ながら友人思いの性格を持つ。弾道の不安定なマスケットを正確に撃ちこみ続けるほどの射撃の才能があり、バルツァーから持たされた軍事論文を読み込むなど、勉強熱心な一面もある。
2年後の時点では大尉に昇進。遊撃部隊の指揮官となっている。
バルナバス・バーナー
士官学校の生徒。騎兵科の三年兵で、ユルゲンの友人。ヘルムートに次ぐ優等生だが、保守的な性格のためヘルムートと対立している。
フーゴ、クリストフと三人一組で行動することが多く、作者からは「騎兵科3バカトリオ」と称されている。
フーゴ・ブランケンハイム
士官学校の生徒。騎兵科の三年兵で、ヘルムートの正体を知る人物の一人。成績不良の反面、実戦への強い憧れを持っている。
クリストフ・アルペンハイム
士官学校の生徒。騎兵科の三年兵。男爵家の五男坊で、ヘルムートを一方的にライバル視している。

### バーゼルラント邦国
フランク・フォン・バウマン
バーゼルラント邦国王立士官学校の校長。気の良い老人だが、バルツァーが来校してから立て続けに発生する騒動に頭を痛めている。
ハイコ・ゲルバー
士官学校の教頭。校長と共に、バルツァーが来校してから立て続けに発生する騒動に頭を痛めている。さほど表に出さないが、ややバルツァーを煙たがっている節がある。
フランツ・テオドール・ビンケルフェルト
バーゼルラント王室の第一王子。保守的かつ懐古趣味な人物で一切の変革を嫌い、軍制改革のために王室の財産を消費する弟王子のアウグストとは対立しているが、結果としてその保守性がヴァイセン製品の流入により生活が圧迫されている国民からの支持を集めている。正体はアウグストと同様にビンケルフェルト王家の人間ではなく、誘拐された本物のフランツの身代わりとして用意された孤児。その素性を知るルドヴィカの傀儡になっている。
中世ヨーロッパの王侯の服を身に纏い、居城の衛兵には（中世ヨーロッパの騎士が使っていたような）全身を覆う鎧、お付きの侍女たちには神話世界の女神の衣装を着せる懐古趣味を持ち、アウグストからは「中世仮装趣味の夢想家（コスプレのオタク）」と言われている。幼いころに重度の吃音症にかかり、演劇の稽古で症状が改善したこと、普段は流暢に話しているが近代的礼服を着た際はつっかえ気味になることから、自他の仮装は吃音症改善の狙いもあるようである。軍事学的知識はほとんど無く、圧倒的多数の北部軍に正面から決戦を挑もうとするなどしている。レンデュリック大佐は事前の情報として、第一王子が「人格障害」を患っていると聞かされていたようである。
アイヒホルン3世
第8代ヴェルフ侯爵、ヘルムートの父。バーゼルラント内戦では南部貴族連合軍の中心人物としてフランツ軍に参加する。内戦終盤にフランツを戴冠させバーゼルラント南部の分離独立を画策するが、アウグスト軍の攻撃を受け失敗。フランツや南部貴族と共に脱出を図るが、ヘルムートの部隊に捕捉され射殺された。
ヨハン・ゲオルク・フォン・ブライトナー
第10代ブライトナー伯爵、ユルゲンの父。ヴェルフ家とは長年交流があり、バーゼルラント内戦ではフランツ軍に参加する。ゴルシュタットの戦いでアイヒホルン3世たちと共に脱出を図ったところをヘルムートの部隊に射殺される。

### ヴァイセン王国
ホルスト・フォン・シュタウフェンベルク
ヴァイセン陸軍参謀総長。軍部のトップとして、バーゼルラント併合や第二次ノルデントラーデ戦争の指揮を執る。
バルツァーの能力を評価する反面、危険視しており、ヘーゼンとバウマンに命じてバルツァーを監視させている、そしてその後裏でリープクネヒトと共に国王暗殺に裏で関わり暗殺しティモに罪をなすりつけた
ユーリ・ヘーゼン
ヴァイセン陸軍士官学校の生徒。三年兵。第二次ノルデントラーデ戦争の際、バーゼルラント義勇連隊に同行する。
兄は陸軍大学時代のバルツァーの友人で、クーデター未遂事件の際に自決している。事件を密告して出世したバルツァーに疑念を抱き、真相を探るためシュタウフェンベルク直属の諜報部隊に志願し、バルツァーの動向を探っている、そしてリープクネヒトが起こしたクーデターの際に死んだ兄がおり最初はバルツァーのせいだと思っていたがその後バルツァーがその事に関する情報を途中まで教えてその後リープクネヒト本人から概ね事実と認められたそしてそのクーデターで一番得したのは参謀総長だったと知る
ティモ・バウマン
ヴァイセン陸軍士官学校の生徒。三年兵で、ヘーゼンの友人。ヘーゼンと同様にシュタウフェンベルク直属の諜報部員として、バルツァーの動向を探るためバーゼルラント義勇連隊に同行する。そしてその後、参謀総長をユーリと共に殺害しようとした際に後もう少しで殺せるところが使っていた技は参謀総長が部長時代に開発したものであり最終的に捕まえられそして軍事裁判にかけられ国王暗殺の罪をなすりつけられた
ヨアヒム・シェーンフーバー
ヴァイセン陸軍大尉。ホッペンシュテット村に駐屯する第17大隊の大隊長。部隊の運用に口出しするバルツァーを厄介者扱いする。
ホルベック軍の迎撃に失敗し重傷を負い、部隊の指揮権をバルツァーに移譲する。第二次ノルデントラーデ戦争後は兵器管理部門に転属する。
ハルトマン
ヴァイセン陸軍軍曹。シェーンフーバーの副官。第二次ノルデントラーデ戦争後にバルツァー機関に配属され、機関解散後は再びシェーンフーバーの元に戻る。
ボーデンシャッツ
ヴァイセン王国の外交官。爵位は男爵。第二次ノルデントラーデ戦争の停戦国際会議の首席代表に任命されるが、全権を委任されていないため、会議を停滞させてしまう。
アンネリーゼ・ホルバイン
デリッツ・ガゼット紙の女性記者。幼少のころ、クーデター未遂事件の際にリープクネヒトを目撃し、それ以来彼の動向を探っている。
従軍記者として第二次ノルデントラーデ戦争に従軍した際にバルツァーと出会い、長年の取材からリープクネヒトが参謀総長と繋がりがあると示唆した。その後、バーゼルラント滞在中にクーデターに遭遇し、士官学校に避難したことから最前線で戦いの有様を見ることになる。
ヴァイセン国王
シュタウフェンベルクの意図に気付いており、急進的なバーゼルラントへの出兵、併合には反対の立場を取る。しかし、王族の言動が国家に利用されることを危惧しており、自身は極力影響力を行使しようとせず、意を同じくする議員を通じて軍に歯止めをかけようとしている。
ヨアヒム・フェルディナント
ヴァイセン皇太子。父王との仲は険悪で、暗殺の報を聞かされた際には嘆くどころか笑い飛ばしている。放蕩者として年齢問わず数多くの女性と浮名を流す一方で、各界の著名人とも交流を持っている。
フェリックス・ホフマン
国家警察保安第4局（政治警察）の部長。名前は第12巻表紙に記載されているが、作中では本名は呼ばれず「警官の彼」のままである。国王の命を受け軍の監視下のバルツァーを国王に引き合わせ、その意を実現するためにバルツァーに協力し、クーデター下のバーゼルラントにも同行する。軍人には無い柔軟性を持っており、国王の依頼、参謀総長の命令、共に無視してバーゼルラントのためにクーデターを終結させようとするバルツァーに呆れながらも時間稼ぎを引き受けた。
ディートバルト・フォン・アンスハイン・ツー・ダルムバッハ
ヴァイセン臨時政府およびバーゼルラント攻撃のために派遣されたヴァイセン軍司令部付きの中佐。バルツァーの士官学校の後輩で、バルツァーの戦術眼に心酔し、更には越えようとしている。バルツァーとディートバルトが実戦で応酬する戦法により、戦争は否応なくかつ急激に変化する事になる。
イェンス・キルステン
ヴァイセン軍の独立専行師団クアドラッドのリーダー格で、常に葉巻を手放さないやさぐれた雰囲気の男。警視庁第三課上がりの変わり種。
ギュンター・フォン・シュトライヒ
クアドラッドの一人。胸甲騎兵（重騎兵）を率いる髭を蓄えた巨漢の老騎士。麾下の騎兵は、重装備のうえ生粋の軍人で編成されており、領民で編成されたヘルムートの軽騎兵隊を圧倒するも、バルツァーの奇策に敗れる。
前国王への忠誠心篤く、参謀総長への疑惑を抱えたまま参戦したが、捕虜となった事でフェルデナントに下る。
ルディ・フォン・オドンゴール
クアドラッドの一人で砲兵隊を指揮する。黒髪をおかっぱにして女性言葉のいわゆるオネェ。かつてバルツァーは彼の教え子だった。
グスタフ・メルテザッカー
クアドラッドの一人で戦闘工兵を率いる。覆面で顔を隠し、フード付きのマントを被る謎の男。リープクネヒトの工作で破壊された線路を修復して連絡を回復させ、ギーゼラの運搬と射撃陣地の線路敷設も行った。また、装甲を施した台車で鉄条網の突破を試みるなど、独自の兵器も開発している。

### ホルベック王国
ハウプトマン・ニールセン
ホルベック軍騎兵隊長の大尉。貴族の出自を持ちながら非常に好戦的な性格をしており、旧時代的な戦争を好み近代的な戦争には嫌悪感を抱いている。
ホッペンシュテット村近郊の港攻略戦に参戦した後、アウグストを捕えるために騎兵隊を率いてバーゼルラント義勇連隊とヴァイセン軍を襲撃する。度重なる騎兵の突撃によってバルツァーたちを窮地に追い詰めるも、最終的にはバルツァーの有刺鉄線と斉射砲を用いた策によって自分以外の騎兵を全滅させられ、敗走を余儀なくされる。

### エルツライヒ帝国
ルドルフ・フォン・リープクネヒト
声 - 三木眞一郎
元ヴァイセン陸軍第二近衛連隊長で、陸軍大学時代のベルントの友人。大学時代に他の学友を扇動してクーデター未遂事件を起こし、結果として第一次ノルデントラーデ戦役を引き起こした。クーデター失敗の際に右眼を失っており、眼帯をしている。
クーデター失敗後はヴァイセンを脱出してエルツライヒ陸軍大佐となり、ルドヴィカの命令でバーゼルラント王室に宮廷音楽家として派遣され、アウグスト失脚のため暗躍している。
ヨーゼフ・フォン・レンデュリック
エルツライヒ陸軍大佐。エルツライヒ陸軍第8猟兵連隊長。エルツライヒ有数の名門貴族出身で、国内で軽視されていた砲兵の地位向上に努め、部下からは「エルツライヒ砲兵の父」と呼ばれ慕われている。バーゼルラント軍に偽装し、フランツ軍として内戦に参加する。
初登場の第7巻では、名前が「ヨーゼフ・シュターレンベルク大佐」と表記されている。
マリア・ルドヴィカ・フォン・アドラフェストン
エルツライヒ帝国の女帝で、フランツとアウグストの大叔母。身内の人間を「外交の駒」として利用する冷淡な人物で、行方不明になったフランツとアウグストの身代わりを用意しバーゼルラントに影響力を持つ。
バーゼルラントの併合を目論みフランツを傀儡として操っている。クーデター未遂事件を起こして逃亡して来たリープクネヒトを庇護しており、自身の代理として彼をバーゼルラントに派遣した。

## 登場国家
ヴァイセン（Weißen）王国
国章はドラゴン。軍事大国であり、鉄道・電信・ボルトアクション方式の後装式ライフル、ミトラィユーズのような多銃身斉発砲も実用化されている。軍事大国という評判はバーゼルラントでも知られており、「軍国」と略される程である。バーゼルラントに軍事・経済などの協力を行なっており、その最終目的はバーゼルラントの併合である。
陸軍大国であり、陸軍は海軍に対し強い影響力を持っている。
- デリッツ（DöLitz） - 首都。議会や参謀本部がある。
- ヴォセドルフ - 南部最大の都市。南部鉄道の起点であり、バーゼルラントへ鉄道接続駅がある。
- クヴェレバーデン - デリッツの西200キロメートルに位置する高級保養地。

バーゼルラント（Baselland）邦国
国章はグリフォン。50年前の諸国民戦争により大帝国から分邦した国。ヴァイセンとは言語や人種が同じ「同胞」である。病弱の王によりヴァイセンが所属する関税同盟に加盟し、同度にヴァイセンより軍事支援を受ける取り決めとなった。これを根拠に士官学校にバルツァーが赴任し、北部国境付近にヴァイセン軍が駐屯することになった（後に駐屯軍は撤退）。独立以降、戦火に晒されることがなかったため、穏やかな国である反面ヴァイセンより後進国であり、鉄道は無く、未だに馬車が主流。
国政は数年前に国王が脳に損傷を受け、ほぼ全身が麻痺状態で会話もできないため、第一王子フランツが摂政として国務を代行しているが、彼の保守的な姿勢が影響して各種の法整備が遅れており、特に歩兵に至っては装備が前装式のマスケット銃であり、バルツァーの祖父の代の戦列歩兵が未だに主流である。
モデルはプロイセンとオーストリアを除いた、ドイツ（特にバイエルン王国などの南ドイツ）の中小領邦。
- ロットリンゲン - 工業都市。シュトルンツ鉄鋼がある。
- ゴルシュタット - 南部の旧都。クーデター時には南部貴族軍の策源地となっていた。

なお、「バーゼルラント」という地名は実在する（バーゼル＝ラント準州、綴りも同じ）がスイスの北西部の地名で、上記の設定と特につながりはない。
エルツライヒ（Erzreich）帝国
国章はユニコーン。バーゼルラントの南方に位置する大帝国。1845年の反王政暴動をきっかけにルドヴィカ主導の下で立憲君主制に移行する。
ヴァイセン同様にバーゼルラントの併合を目論んでいる。バーゼルラントのビンケルフェルト王家とは縁戚関係にある。
モデルはオーストリア帝国。
なお、帝政であると明言されているが、名前が初めて出てきた第3巻第58ページの地図では「Republic Erzreich（エルツライヒ共和国）」と表記されている。
ホルベック（Holback）王国
ヴァイセンの北東に位置する海軍大国。ノルデントラーデの支配権を巡ってヴァイセンと対立関係にある。世界最大級の汽走軍艦を保有しており、海戦ではヴァイセン海軍を圧倒する。陸軍は、戦場での戦死を名誉とする中世さながらの気質で、損害を物ともせずに突撃を繰り返したことで、第一次ノルデントラーデ戦役では大敗を喫したとのこと。バルツァー曰く「脳筋」。
モデルはデンマーク王国。
- ゲントハーゲン（Genthhagen） - 首都。

ノルデントラーデ（Nordentrade）公国
国章はライオン。ヴァイセンとホルベックの間に位置する半島国家。バーゼルラントと同様にヴァイセンの「同胞」である。ホルベックの影響下にあったが、第一次ノルデントラーデ戦役以降はヴァイセンの影響下に移る。
モデルはシュレースヴィヒ公国とホルシュタイン公国。
- ホッペンシュテット - 半島西側に位置する村。港から陸揚げされた物資の集積分配地。

フレイユ共和国
ヴァイセンおよびバーゼルラントの西に位置する国。ヴァイセンとは50年来の敵対関係にあり、フレイユの衛星共和国となった諸邦とヴァイセン北部同盟との軋轢が存在する。
モデルはフランス共和国。
ラトフ帝国
ヴァイセンの東に位置する国。海峡通行問題でヴァイセンと対立する。
モデルはロシア帝国。

## 用語
バーゼルラント王立士官学校
バルツァーが赴任した学校。王城の出城部分にある。三年制で中等教育の卒業者なら家格を問わず、誰でも入学できる。
都市の近くにあるため、市民感情に配慮して本格的な軍事訓練が自粛されるなど、バルツァー曰く「媚びる」ところがある。一方で、生徒は市民からは好意的に見られているようである。この学校には議会や正規軍さえも干渉ができず、実態はアウグスト第二王子の軍事拠点であると軍国は推測している。フランツ第一王子はアウグストに対して「野蛮な兵隊遊びは子供部屋（士官学校）の中だけにしておくことだな」と述べている。
発足時、軍人となる代わりに食い扶持と教育を保障すると募集を行っただけで、貧困層から約3千人の子供が集まったとのこと。アンネリーゼは貧民救済の名を借りた王族による私兵化と非難したが、アウグストは逆に王家や貴族から軍事力を切り離すための国民皆兵のモデルケースだとしており、彼の最終的な目的は王政の廃止であった。
シュトルンツ鉄鋼
ディーターの父が経営する軍需会社。バーゼルラント軍のマスケット銃を生産していたが、アウグストに会社を買収されてからは大幅な人員整理が行われ、軍国式のライフル銃の生産を行うようになる。それが原因で職を失った労働者による大規模デモが発生してしまう。
バーゼル鉄道株式会社
シュトルンツ鉄鋼の大規模デモの鎮圧後に発足したバーゼルラント北部での鉄道敷設と運営を行う会社。バーゼルラントとヴァイセンの共同出資で運営される。貴族・議員を取り込み宮廷闘争を有利に進めるためにバルツァーが考案した。先の暴動に対する補償策も兼ねているため、負傷者の優先雇用なども行われるとのこと。
第一次ノルデントラーデ戦役
1863年に勃発した戦争。ノルデントラーデの住民が、ヴァイセンへの併合を求めて起こした反乱にヴァイセン軍が武力介入したため勃発した。ヴァイセン政府および軍部は介入に消極的だったが、リープクネヒトに扇動された青年将校たちが起こしたクーデター未遂事件を新聞社がリープクネヒトの流した情報を基に報道し、国民感情が介入に傾いたため軍事介入に踏み切った。
クーデター計画を聞かされたバルツァーは、リープクネヒトの思惑通りに計画を密告したことがきっかけで、上官に気に入られるようになる。
第二次ノルデントラーデ戦争
1870年に勃発した戦争。ホルベック艦隊が海上封鎖を行い、ヴァイセン軍のノルデントラーデからの撤退を要求したため、両国が戦争状態に突入する。ヴァイセンとの協定により、バーゼルラントから義勇軍が派遣される。
ホルベックの背後にはエルツライヒがおり、軍資金の援助を行っている。

## 登場兵器
ヴァイセン王国軍正式小銃
ボルトアクション式の後装ライフル銃。紙製薬莢を使用する単発銃である。実世界でのドライゼ銃やシャスポー銃にあたるが、作中のデザインはモデルとなった銃より短く、WW2時代の短小銃に近いデザインになっている。銃剣は短い両刃式で、これも実世界での19世紀の銃剣よりは現代の銃剣に近いデザインである。 アウグスト王子が買収したシュトルンツ鉄鋼でもライセンス生産を開始し、士官学校と麾下の兵はこのライフル銃に転換されているが、バーゼルラント軍の主力は今だマスケットを装備している。10巻でヘルムートと騎兵が装備していた銃は、ボルトハンドルが湾曲しておらず、フロントサイトのガードが無いなど、デザインが異なっている。
12ポンド野戦砲
バーゼルラント王立士官学校の砲兵科が運用している前装式野戦砲。炸薬と砲弾が一体化している紙（布？）製薬莢を用いて装弾する。砲弾形状より、滑腔砲のようである。バルツァーが来るまで、前述の理由で砲兵科はほとんど運用法を実体験していなかった。内戦時、バルツァーは土嚢と簡易的支えを使って急造迫撃砲として速射するなど、無茶な運用が祟って大半が破損したため、ヴァイセンとの開戦時には下記の後装ライフル砲に置き換えられる。
新型野砲
最新ではないが安定して量産されている後装ライフル砲（モデルは12ポンドアームストロング砲）。大統領になったアウグスト元王子が以前から輸入準備していたため、戦争に間に合った。発射速度、射程、精度も前装滑腔砲からは大幅に向上したが、反動で砲架が盛大に後退するのは変わらず、射撃の度毎に照準をやり直さなければならないので、実質の射撃速度はそこまで向上していない。
（現実世界では、駐退復座機の無い初期のライフル砲でも榴散弾による人馬の殺傷を主任務として猛威を振るったのだが、作中では既に塹壕による兵員の保護がなされているため、威力を発揮しきれないようである）
後装式多砲身“斉射砲”
第二次ノルデントラーデ戦争でヴァイセン軍が運用している大型火器。実世界のフランス軍採用のミトラィユーズがモデル。39本の銃身を束ねて大砲に似た銃架に搭載しており、ハンドルを人力で回すことで、39本の銃身に装填された弾丸が順次発射される極初期の機関銃である（斉射砲と呼ばれるが、全弾一斉発射ではない）。左右の射角がほとんど無く、目標を大きく変更する場合は大砲同様にテコで尾橇をずらして砲全体の向きを変えねばならないなど大砲に準ずる運用の不便さがありながら、使用する弾丸は小銃とほぼ同様で、威力・射程ともに中途半端で間接射撃もできないため、バルツァー曰く、「まともな運用プランがない、使うやつがかわいそう」と称する武器。なお、開発はヴァイセン軍オリジナルではなく、隣国からの技術盗用によるものらしい。諸元、使用弾薬：13mm実包（装弾数39発）、連射能力：1分間100発
組立式巨大臼砲
レンデュリック大佐指揮の部隊が、士官学校攻略のために持ち込んだ攻城用の巨大臼砲。１ｔ近い炸薬を充填した球形弾を前装式で撃ち出す。最大の重量物である砲身を分解することができ、これほどの巨砲でありながら画期的な移動力を持つ。士官学校からの砲撃の死角となる丘の裏から砲撃を行い城壁の一部を粉砕した。 実世界のマレット臼砲がモデルだが、”マレット”が実在の開発者名であるため、作中では組立式巨大臼砲としているとのこと（ただし、1コマだけ「マレット臼砲」と呼称しているシーンがある）。
コングリーヴ・ロケット
ヴァイセン王国臨時政府が樹立されたバーゼルラントへヴァイセン軍が攻め込んだ際に持ち込んだ兵器。まだ理解が浅いのか、現代のようなロケット兵器としてでなく、小隊規模の部隊が携行できる小型砲という扱いで使われている。バーゼルラントが構築した塹壕を突破するため、ディートバルトが考案した浸透戦術（劇中では浸透攻撃と表現）を実行したヴァイセン王国軍の小隊が使用。後に同様の兵器をバーゼルラント軍も利用する。なお、開発者名がつけられた実在兵器と同名だが、これは「（オリジナル人名にすると）モチーフ元が分かりにくくなる」ので、同名で登場させているとのこと。（上記のマレット砲も同様の理由で名称変更がなされた可能性がある）
新型75ｍｍ砲
臨時政府とバーゼルラントへの増援として送られたエルツライヒ軍が装備している最新の野戦砲。モデルはM1897 75mm野砲。モデル元と同様、駐退復座機を採用しており、バーゼルラントが装備していた新型砲を圧倒する射程・連射性能を誇る。塹壕陣地の大半がこの野砲の制圧下となってしまう事から、ヴァイセンは陣地の占領を断念し長期の対陣へ移行する事となる。なお、単行本設定紹介ページによると、砲自体はモレイユからの輸入品。
超巨大列車砲 Gisela(ギーゼラ）
新型75ｍｍ砲により後退を余儀なくされたヴァイセン軍が持ち出した超大型砲。モデルは80cm列車砲。口径は750ｍｍで射程も30ｋｍと、モデルよりは若干小振りではあるが、19世紀末を基準とする同世界では隔絶した性能を持つヴァイセン軍砲兵部隊が誇る最新兵器。榴弾でも深さ10ｍの穴を穿ち、要塞用の徹甲弾を使えば地下に構築した頑丈な司令部も破壊可能な威力を誇る。
モデルの80cm列車砲が製造されたのは1940年代であり、半世紀近く時代を先取りした、悪く言えば時代錯誤なオーバーテクノロジーである。なお、現実世界の18世紀末には口径40cm級の後装砲（艦砲）は製造されているほか、上記のマレット臼砲は前装式ながら口径は90cmを超えている。
自動装填銃
本編では出ていないが、特別番外編の『万博』にて登場（時期的には内戦前）。この世界で初めて実用的レベルに達した機関銃といえるもの。モデルは明記されていないが、劇中描写からの推測ではマキシム機関銃。一分間600発の金属薬莢の弾丸を発射可能で、手回しクランクや多銃身といった取り回しの悪さがなく、バルツァーが目にしたとたんに『世界を征する力』と愕然とする高性能を誇る。だが、開発者の本職が歯医者で、それ以外の展示品が蒸気機関を利用しただけで使いものにならない失敗作だらけだったこと、またバルツァーが紹介したヴァイセン軍軍需将校も古い認識でいたため、当時の劇中では誰にも理解されなかった。また、バルツァーと理解あるアウグスト王子も、まだバーゼルラントが金属薬莢どころかベッセマー式製鋼や旋盤といった基本的な工業技術もないために導入を諦めている。
ホッチキスMle1907機関銃
塹壕を挟んだ対峙が始まって二年後、バーゼルラントがモレイユから導入した最新式の機関銃。モデルは名称からはホチキスMle1897に始まる一連のホチキス重機関銃だと思われるが、作中に登場する機関銃の外観デザインはホチキスに特徴的な算盤玉型の冷却器がなく、機関部の後部にグリップと引き金が付くなどサン＝テティエンヌ Mle1907機関銃に近いものになっている。高性能な機関銃だが、空冷式のためあまり長時間の連射には耐えられない。

## 書誌情報
- 中島三千恒 『軍靴のバルツァー』新潮社〈BUNCH COMICS〉、15巻から講談社〈マガジンKC DELUXE〉、既刊19巻（2024年12月9日現在）
  1. 2011年7月8日発売、ISBN 978-4-10-771626-2
  2. 2011年12月9日発売、ISBN 978-4-10-771642-2
  3. 2012年7月15日発売、ISBN 978-4-10-771671-2
  4. 2012年12月15日発売、ISBN 978-4-10-771690-3
  5. 2013年7月9日発売、ISBN 978-4-10-771712-2
  6. 2014年2月8日発売、ISBN 978-4-10-771737-5
  7. 2014年12月9日発売、ISBN 978-4-10-771792-4
  8. 2015年12月9日発売、ISBN 978-4-10-771863-1
  9. 2016年11月9日発売、ISBN 978-4-10-771933-1
  10. 2017年7月7日発売、ISBN 978-4-10-771995-9
  11. 2018年5月9日発売、ISBN 978-4-10-772082-5
    - 限定版 同日発売、ISBN 978-4-10-772052-8

  12. 2019年8月9日発売、ISBN 978-4-10-772211-9
  13. 2020年12月9日発売、ISBN 978-4-10-772349-9
  14. 2021年9月9日発売、ISBN 978-4-10-772417-5
  15. 2023年2月9日発売、ISBN 978-4-06-530338-2
  16. 2023年7月7日発売、ISBN 978-4-06-532172-0
  17. 2023年12月7日発売、ISBN 978-4-06-533884-1
  18. 2024年6月7日発売、ISBN 978-4-06-535804-7
  19. 2024年12月9日発売、ISBN 978-4-06-537757-4
- 中島三千恒 『軍靴のバルツァー外伝 銀灰のユーリ』新潮社〈BUNCH COMICS〉、全2巻
  1. 2022年6月9日発売、ISBN 978-4-10-772500-4
  2. 2022年6月9日発売、ISBN 978-4-10-772501-1

## ゲーム
三国志大戦
セガのアーケードゲーム。
2020年12月2日より、本作のバルツァーをモデルにした盧植（声 - 真殿光昭）が登場している。